# Hennebergische Reichsburg Schweinfurt
Die Hennebergische Reichsburg Schweinfurt ist eine abgegangene Reichsburg in der Altstadt von Schweinfurt, im Altstadtviertel Zürch, worauf die dortigen Namen Burggasse und Rittergasse hinweisen. Die Burg war zeitweise nicht ausschließlich Reichsburg, wurde spätestens 1310 erbaut und ab 1427 abgebrochen. An ihrer Stelle wurden Bürgerhäuser errichtet.

## Lage
Die Stadtburg war in die Stadtmauer eingebunden und „dürfte sich im Südosten der Stadt etwa in dem von Unterem Wall und Zwinger sowie dem östlichen Teil der Rittergasse und dem Zürch umschlossenen Gelände befunden haben. Als Zugang ist die Burggasse anzunehmen.“ Das Burgareal liegt auf einem Plateau von geringer Höhe, das nur zum Main im Süden und zum Tal des Marienbachs im Osten abfällt, während der Anschluss zur Altstadt nach Westen und Norden ebenerdig verläuft. Das Plateau liegt auf 220 m ü. NN, 12 m über dem heute angestauten Main, weshalb der Höhenunterschied zur Zeit der Reichsburg größer war. Die Lage der Burg ähnelt der einer Spornburg, jedoch mit wesentlich geringeren Höhenunterschieden. Im Norden des Burgareals liegt die Salvatorkirche.

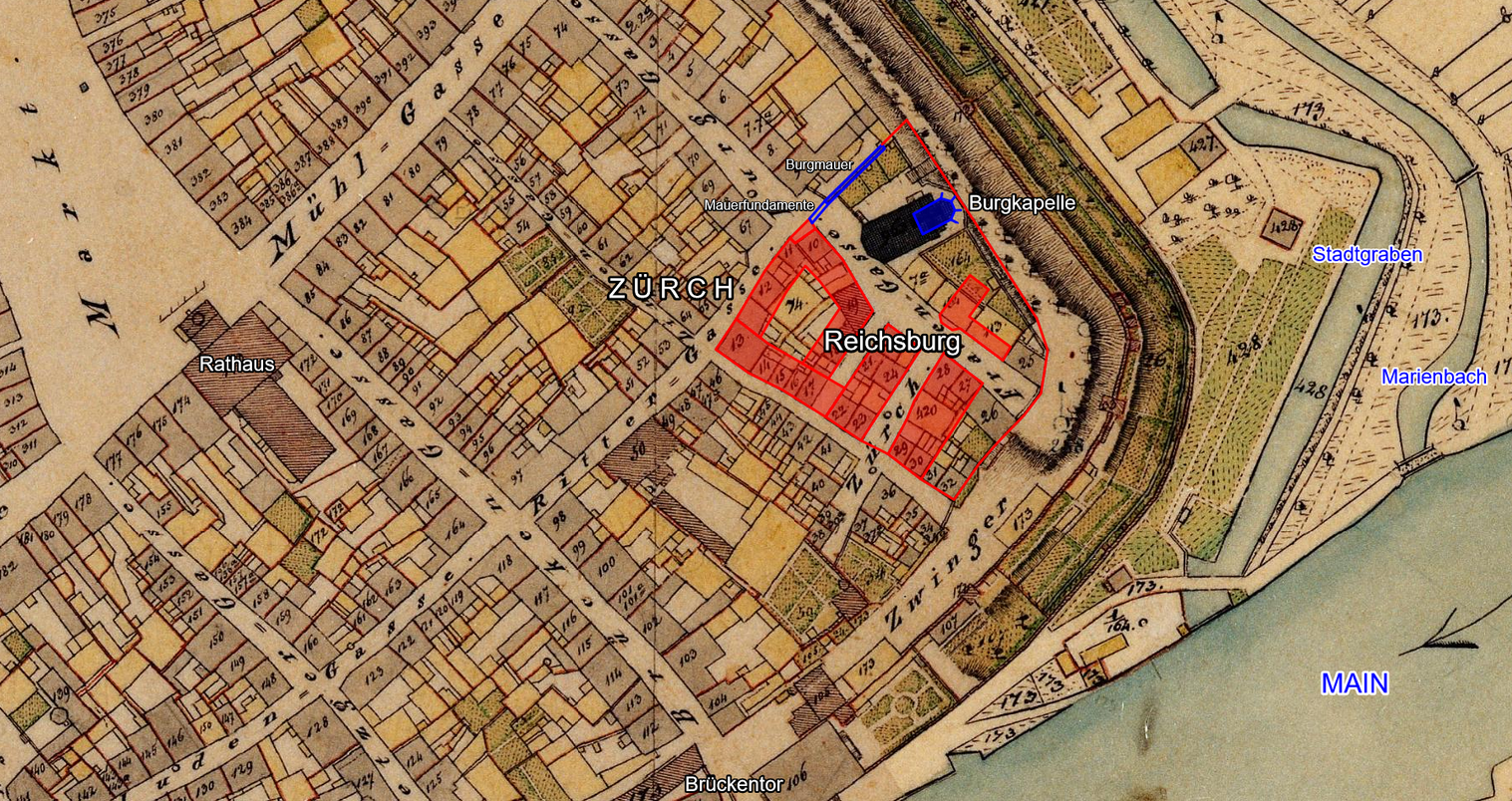
Skizze der Reichsburg. Grundlagen: Skizzen von Raimund Röthlein, die sich auf die erhaltene historische Blockrandbebauung der Wohnhäuser beziehen, nach Angaben von Dirk Rosenstock.[1][2] Plan: BayernAtlas, Bayerische Uraufnahme (1808–1864). Blau: Vorhandene Bauteile. Rot: Nicht mehr vorhandene Bauteile
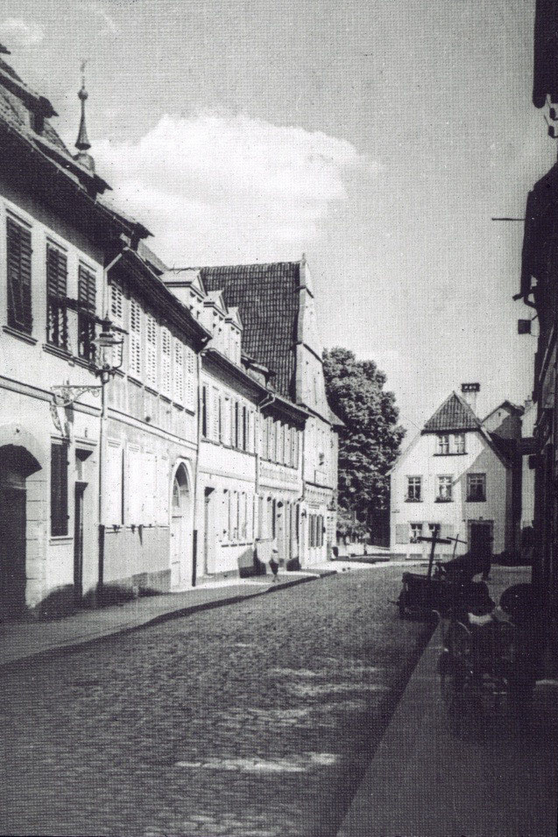
Burggasse um 1905. Blick Richtung einstiger Reichsburg. Zugang vmtl. am weißen Hausgiebel

## Geschichte
König Heinrich VII. erteilte dem Grafen Berthold VII. von Henneberg-Schleusingen, dem er 1309 die Stadt Schweinfurt verpfändet hatte, urkundlich 1310 die Erlaubnis, innerhalb der Stadt eine neue Reichsburg zu bauen. Sie sollte die Alte Reichsburg auf dem Hainberg ersetzen und Heinrich versprach die Baukosten von Reichs wegen zu vergüten. Unklar bleibt, ob es in der Stadt bereits eine Reichsburg gab. Die Alte Chronik der Stadt Schweinfurt berichtet, dass dort 1310 „ein altes Schloß verbessert“ wurde. 
Vermutlich wurde die neue Reichsburg, wie auch die Reichsstadt, auf Reichsgut errichtet. Die Burg diente der Aufnahme von Burgmannen zur Verteidigung der Reichsstadt. Die Henneberger nahmen in der Reichsburg, als vom Kaiser eingesetzte Pfandherren, dessen Rechte in der Stadt Schweinfurt wahr. Zeitweise waren die Henneberger nicht nur Reichsvögte, sondern aufgrund einer Verpfändung durch den König auch Herren der Schweinfurter; die Burg war zu dieser Zeit nicht mehr ausschließlich eine Reichsburg. Mitte des 14. Jahrhunderts begann eine erste Krise der Henneberger und es kam zur Aufteilung der Schweinfurter Pfandschaft auf zwei Erben. 1361 und 1383 konnte sich Schweinfurt mit der Rückzahlung der Pfändungssumme von der Pfandschaft lösen, die Stadt wurde wieder reichsunmittelbar.

## Die Burg

### Beschreibung
Zu Lebzeiten des Reichsvogtes Paul Rosa befand sich: 
„hinten in der Ecken der ringmawer gegen Sennfelt über den Mäjn herüber in der Statt ... Bey meinen gedencken noch ohngefehr Ao. 1536 oder 38 einen zimblich großen, weiten plaz von Vnßer lieben frawen ... gegen den Mäjn an der Mawern herümb biß schier an den Ebracher Münchshoff, welches man den Zürch nennet biß vf den heütigen Tag vnd auch zu meiner zeit Bey der Burgk oder auch vf dem Burggraben vor dem krige ist genennt worden. Ist hie zu mercken, das es Bey meiner Jugent einen zimblich tieffen graben gegen den mawern vnd dem Mäjn zu hatte, darinnen sich auch winters vnd anderen nassen zeiten zimblich daß wasser samblet, aber durch die Mawer gegen den Mäjn hinauß verfluße, auch viel gemewer, rudera vnd anderes aldo gesehen wurden etc. daraus wol abzunehmen, dass vor zeiten ein gewaltig Hauß, die Burgk genant, deß orts gestanden ... Dieser Plaz ist in meiner Jugent noch ledig gestanden ... biß in ao. 1536 oder 38 ohngefehr man den graben mit erden gefüllt vndt ... mit Bürgerheüßlein zu verbauen ... erlaubt hatt.“

### Abbruch
Schweinfurt erhielt 1409 durch König Ruprecht eine Teilerlaubnis und 1427 durch König Sigismund die komplette Erlaubnis zum Abbruch der Burg, zur Bedingung, dass die Steine zur Verstärkung der Stadtbefestigung verwendet würden. Einige Reste überstanden jedoch die Ereignisse von 1553/54 und wurden erst im Zusammenhang mit dem Wiederaufbau der Stadt endgültig beseitigt. So wurde 1570 eine rund 50 Meter lange und 2 Meter dicke Burgmauer abgebrochen und deren Steine für den Bau des Schweinfurter Rathauses verwendet. Weitere Mauerreste, „die vom Zürch her über die Breite der Frauengasse nach dem Wall zu... verliefen“, konnte Friedrich Beyschlag bei Pflaster und Kanalisierungsarbeite noch in den 1880er Jahren konstatieren.

Erhaltene Reste der Reichsburg
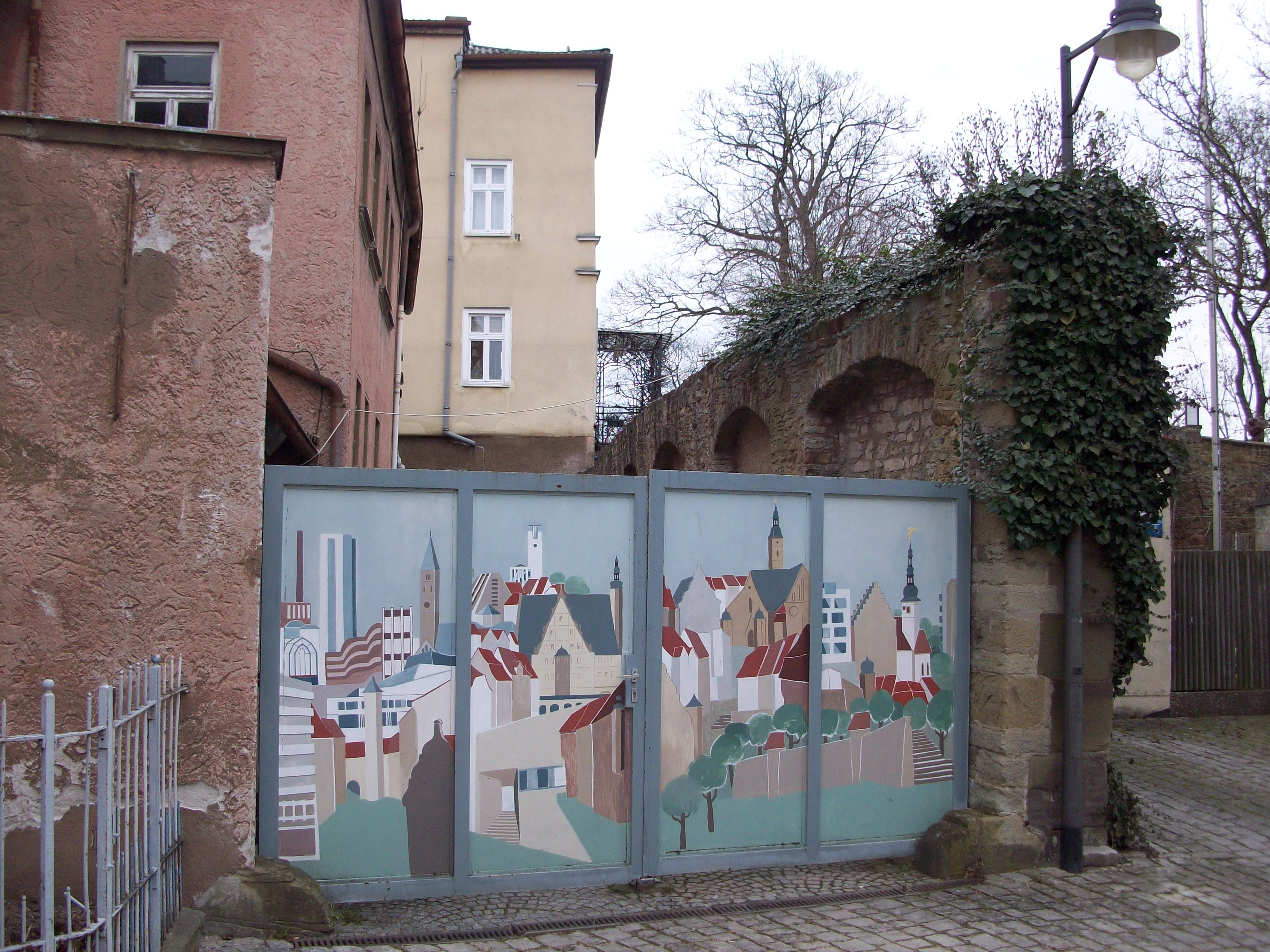
Kutschenstation von 1563. Rechts Reste der nördlichen Burgmauer. Blick von außen auf zugemauerte, raumhohe Öffnungen
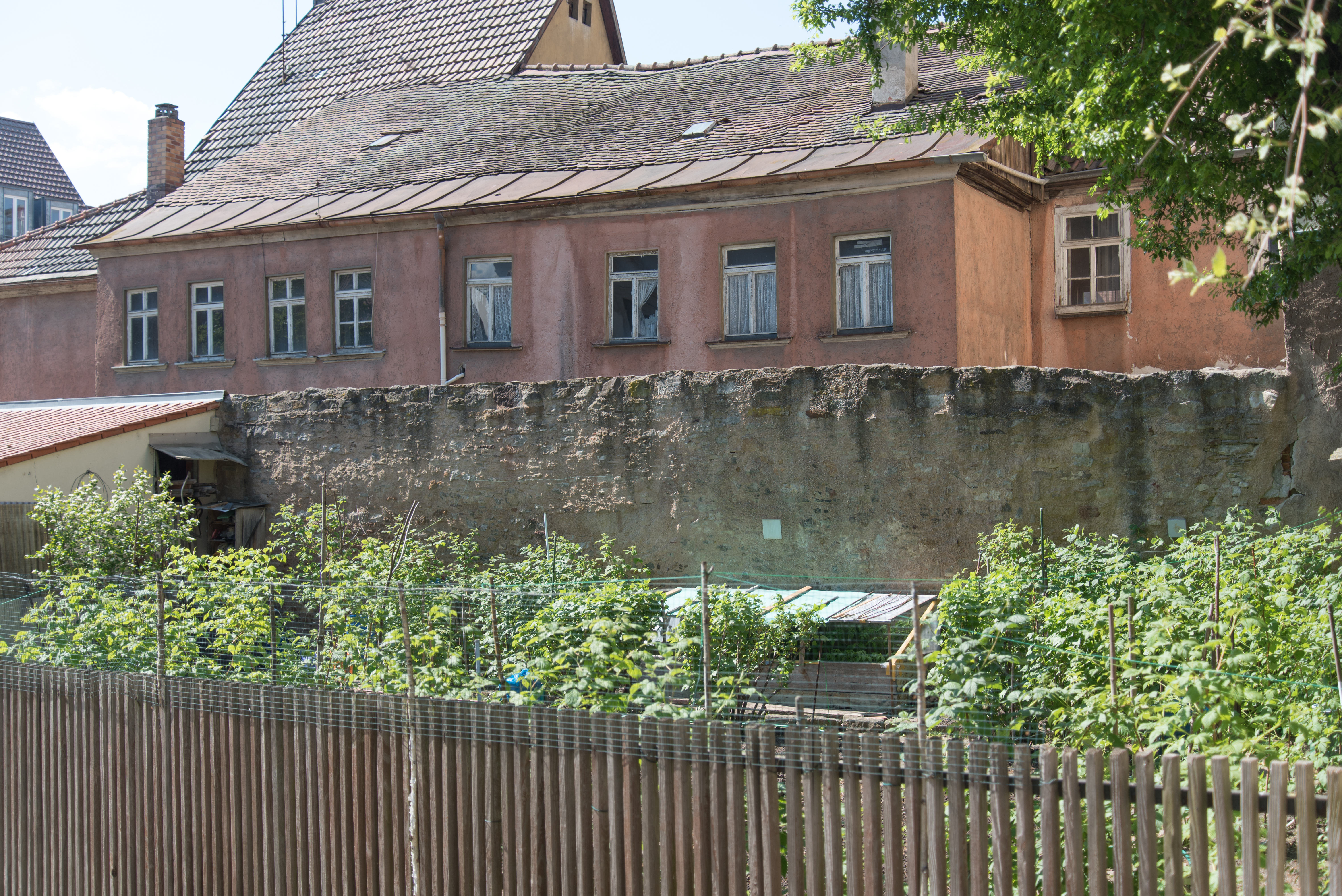
Mauer des linken Bildes. Blick von der einstigen Burginnenseite
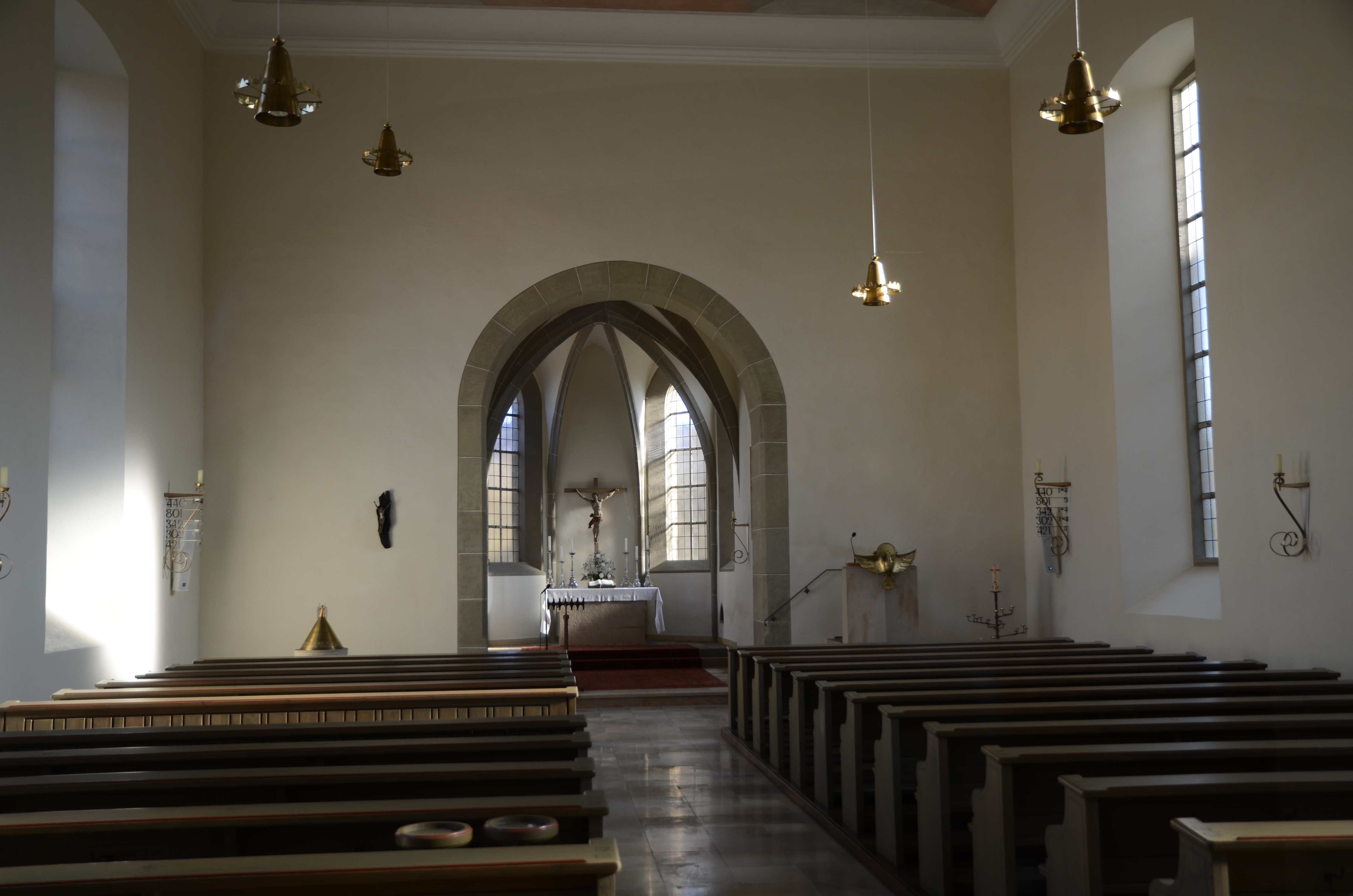
Innenansicht von St.-Salvator. Blick in die heute als Chor genutzte gotische Burgkapelle
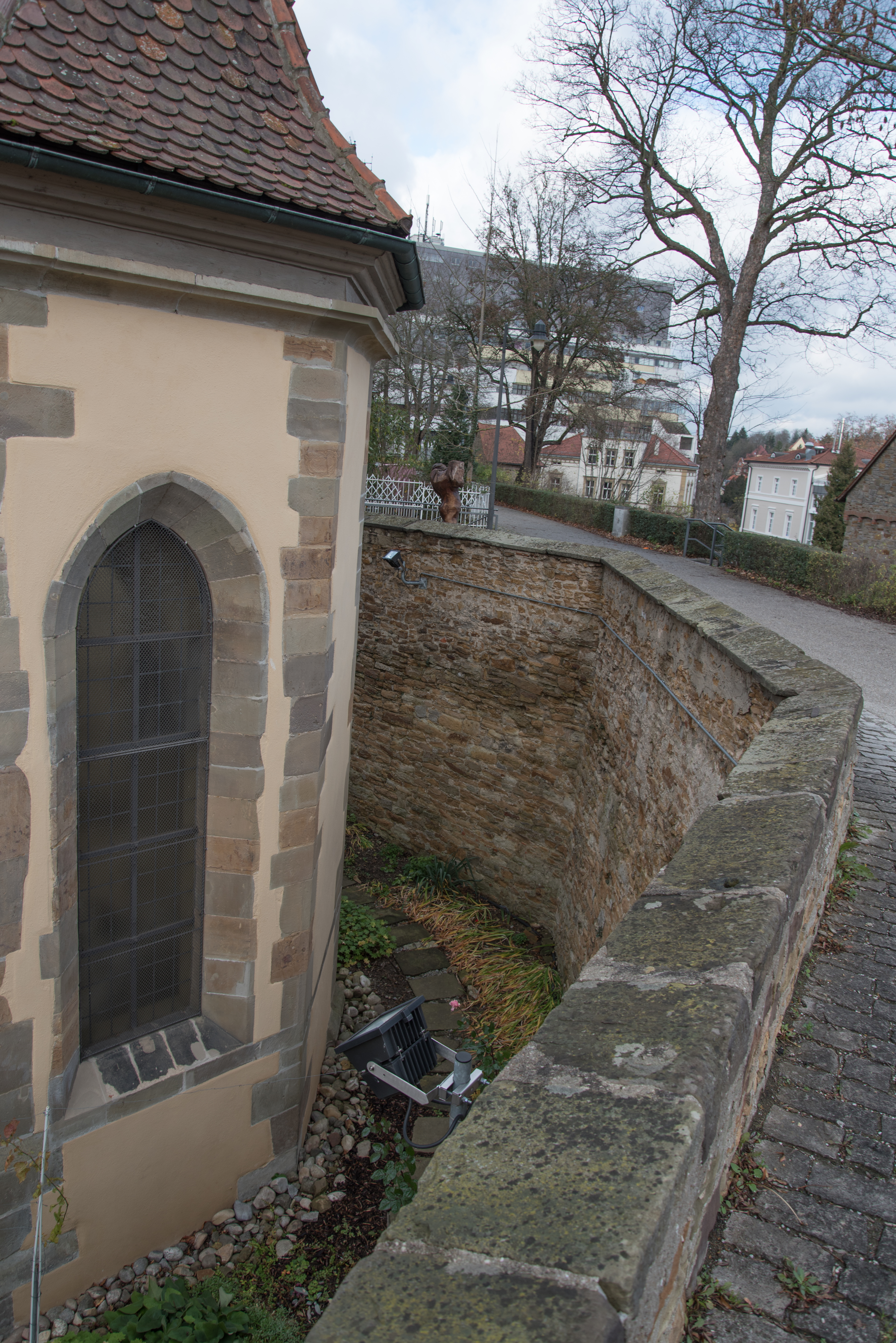
Außenansicht der einstigen Burgkapelle am Unteren Wall

### Burgareal heute
Die ehemalige gotische Burgkapelle, Liebfrauenkirche genannt, heute der Chor der Salvatorkirche, ist der einzige geschlossene noch existierende Baurest der Reichsburg. Ansonsten gibt es nur geringe Mauerreste. Das Areal ist Teil des Sanierungsgebietes Altstadt 2/Zürch, in dem in den 1980er Jahren umfassende Maßnahmen zur Restaurierung durchgeführt wurden. Trotz des Abbruchs der Reichsburg hat das Altstadtquartier Zürch, mit der Stadtmauer an zwei Seiten, noch den Charakter eines Burgenviertels.

Burgareal heute
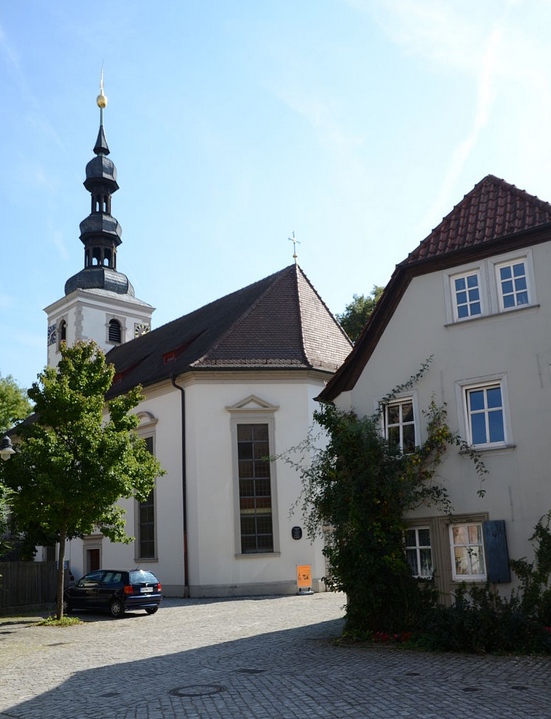
Zufahrt zur einstigen Burg an der Salvatorkirche
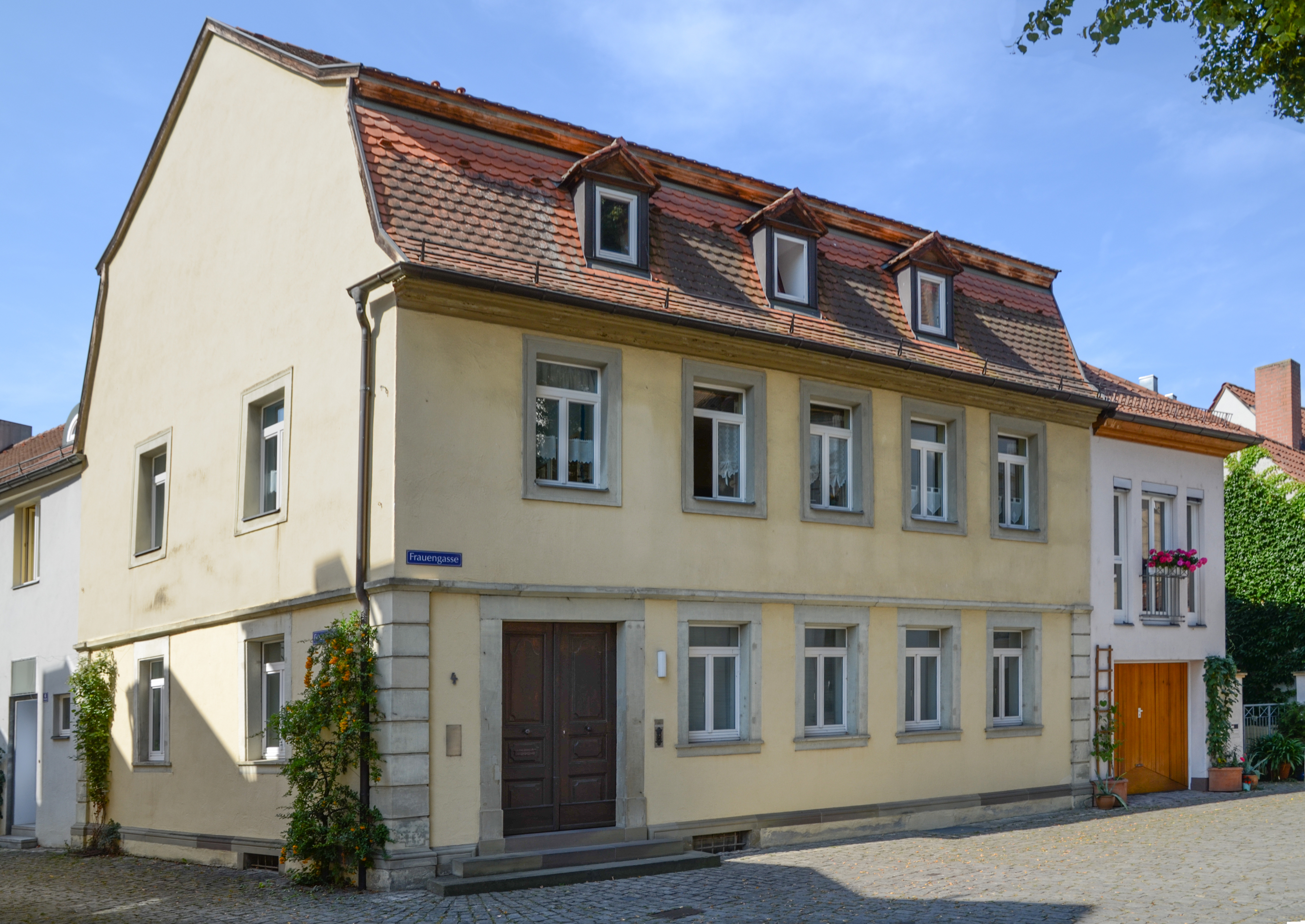
Frauengasse 4
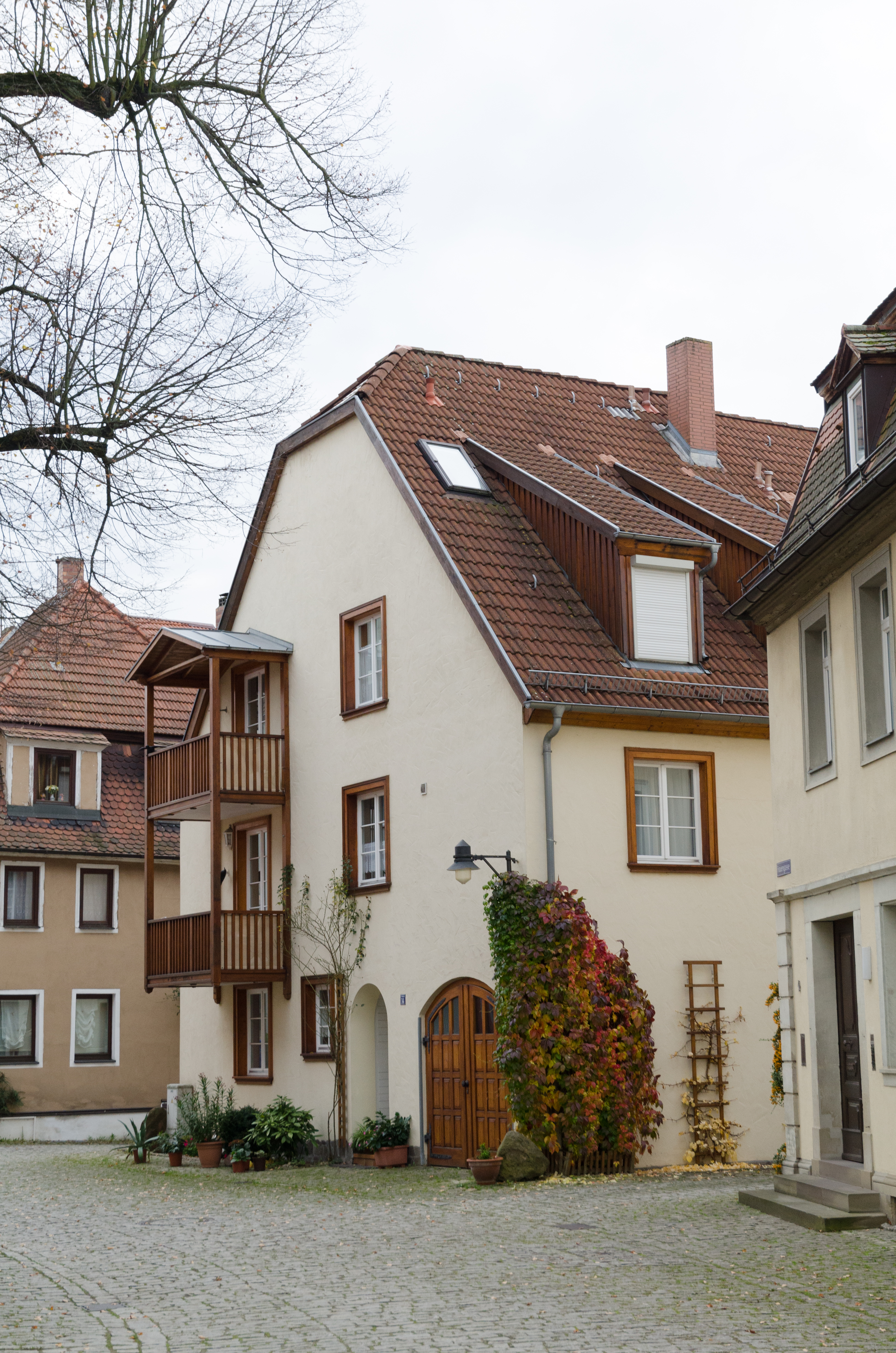
ebd. Nr. 14